# Vidal de Savigny
Vidal de Savigny, de Mortain o de Tierceville (Tierceville, Normandia, ca. 1050 - Savigny, 1119 o 1122) va ésser un religiós normand, fundador de l'Orde de Savigny, orde monàstic de la família benedictina. És venerat com a sant per l'Església catòlica.

## Hagiografia
Vidal de Savigny va néixer cap al 1050 a un poble de la diòcesi de Bayeux, fill de Raimfroy i Roharde, vilatans de posició acomodada que els permeteren de donar una bona educació al seu fill. Va destacar aviat i l'anomenaven "el petit abat"; el bisbe de Bayeux, Odó de Conteville, l'envià a estudiar a Lieja. Quan en tornà, Vidal obrí una escola a Bayeux. La seva reputació s'estengué pel ducat de Normandia, el comtat del Maine, Bretanya i Anglaterra, i Robert de Mortain, dermà de Guillem el Conqueridor i germà del bisbe, l'escollí com a capellà i canonge de la col·legiata de Saint-Évroult de Mortain, càrrec que ocupà prop de vint anys. La Vita beati Vitalis escrita per Étienne de Fougères en 1170, explica com es preocupà per mantenir la pau en l'entorn, intervenint en el conflicte entre el comte de Mortain i la seva esposa.

### Retir
Entre 1093 i 1096 deixa la col·legiata per fer vida eremítica als boscos de Neubourg, prop de Mortain. No vol ingressar en un monestir perquè troba que les comunitats benedictines han deixat de banda la regla original i viuen sense austeritat ni rigor, i cerca de seguir el carisma de la Regla de Sant Benet en solitud. El nou comte Guillem de Mortain cedirà a Vidal les terres del bosc, que prendran el nom d'Almoina de Mortain, on els deixebles de Vidal continuaran vivint com a eremites. Cap al 1095, el bisbe d'Angers, Geoffroy de Mayenne, i el senyor de Craon havien concedit a Robert d'Arbrissel un terreny al bosc de Craon (Anjou) perquè s'hi pogués establir una comunitat: ell vivia com a eremita i Vidal el prengué com a guia espiritual; nombrosos deixebles volen imitar-lo i fan vida eremítica prop seu. Robert organitza el grup, donant-los una regla de vida basada en la dels canonges regulars feia poc reformada per Iu de Chartes, i va organitzar tres eremitoris dirigits per ell mateix, Vidal i Raoul de la Futaie, origen de l'abadia de la Roë.
Quan Robert marxa, Vidal comença a predicar per Normandia, el Maine i Bretanya, establint i fundant nous eremitoris, com el de Dompierre (Orne). En un d'ells va ésser Bernat d'Abbeville, futur fundador d'un orde monàstic. Mentrestant, Vidal viu a l'ermita de Saint-Sulpice-des-chèvres, al bosc de Pail, i viatja dos cops a Anglaterra (1102, 1108), cridat per Anselm de Canterbury. Arran de la batalla de Tinchebray (1106) entre Enric I d'Anglaterra i els nobles normands, el rei vencedor confisca a Vidal l'Almoina de Mortain; Vidal marxa i retroba Robert d'Arbrissel, Raoul de la Futaie i Bernat de Tiron, amb els quals parla sobre la reforma i la situació de l'Església, els eremites i els monestirs.

### Fundació de l'orde

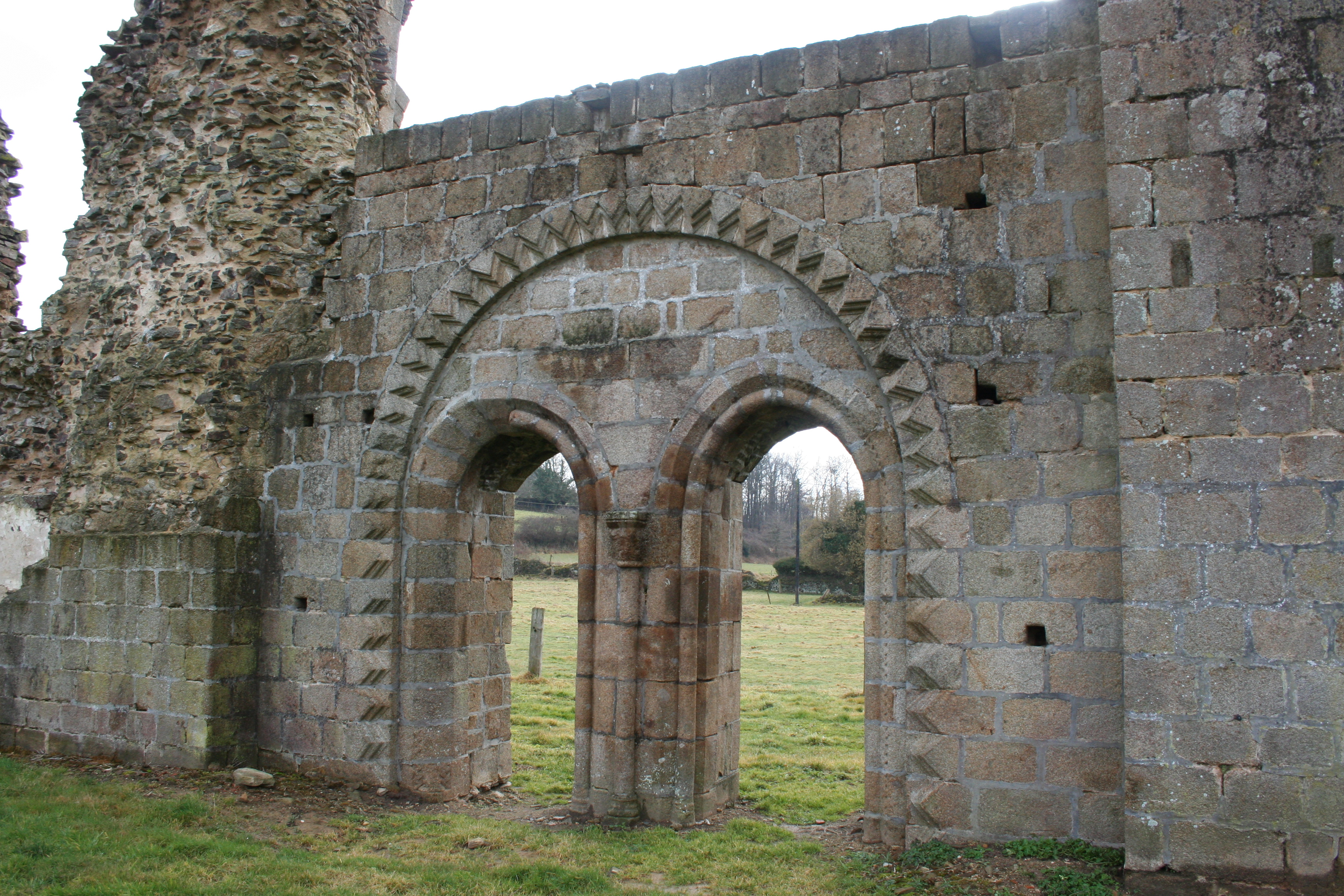
Restes de l'abadia de Savigny, fundada per Vidal.

En 1105, Raoul, senyor de Fougères, havia donat a Vidal una part del bosc de Savigny (actual departament de la Manche, Normandia), on s'havia establert l'eremita i, amb ell, altres ermitans, fins a 140, als que havia donat una regla severa on es prescrivia el silenci absolut, la pregària continuada i el treball manual. El 1112, Enric I d'Anglaterra, duc de Normandia, confirma la donació i li dona privilegis. La situació estratègica del lloc, entre el Maine, Bretanya i Normandia, fa que el rei estigui interessat en què hi hagi una fundació estable que garanteixi la seva posició a la zona. Es funda llavors en el lloc l'abadia de la Santíssima Trinitat de Savigny i Vidal n'és el primer abat.
L'abadia esdevé aviat cap d'un nou orde, l'Orde de Savigny, amb la fundació de tres nous establiments, que amb el temps arribaran a ésser-ne 36, estesos pel nord de França i les Illes Britàniques. Vidal també va fundar un monestir femení, probablement (no se sap del cert) l'Abadia Blanca de Mortain, oberta a noies pobres i sense dot, al contrari que la resta d'ordes monàstics contemporanis, exclusivament oberts a dones aristòcrates.
En 1119 o 1122, mentre visita l'eremitori de Dompierre, Vidal mor. El seu cos és portat a l'abadia de Savigny i enterrat. El rotlle funerari on es comunicava la mort i els fets de l'abat, demanant pregàries per a ell i que era portat a tots els monestirs de la congregació per un monjo, encara es conserva i és una de les fonts per a la vida del fundador.

## Veneració
Aviat va ésser tingut per sant i venerat. Les seves restes, en desaparèixer l'abadia al segle xvi i ésser enderrocada l'església abacial en 1789, van ésser traslladades, amb les dels altres abats sants, a l'església parroquial de Savigny-le-Vieux, on es guarden en un armari-reliquiari. La seva festivitat litúrgica és el 16 de setembre.